# 未拆的禮物
未拆的禮物是馬來西亞歌手品冠於2012年1月6日發行的第10張個人專輯，一共收錄12首歌曲。

## 曲目列表
1. 未拆的禮物 (偶像劇「真愛找麻煩」插曲)
2. 我希望你快樂 (偶像劇「你是春風我是雨」插曲)
3. 我確定 (偶像劇「真愛找麻煩」插曲)
4. 風中的吉普賽
5. 我渴望的美
6. 再來一杯
7. Again
8. 曬月光
9. 勇敢的靈魂 (偶像劇「你是春風我是雨」片尾曲)
10. 執子之手 (偶像劇「真愛趁現在」插曲)
11. 為你我想做更好的人 (台灣電視劇八點檔「姊妹」片尾曲)
12. 姊妹(品冠&黃嘉千) (台灣電視劇八點檔「姊妹」片頭曲)